# Śabdabrahman
Śabdabrahman (sanskryt: शब्दब्रह्मन्, śabdabrahman) – soniczny Absolut, 
Absolut jako dźwięk w ujęciu filozofii indyjskiej oraz doktryn hinduistycznych. Sabdabrahman pojmowany jest jako ostateczne podłoże, które jest źródłem dla powstawania wszelkiego  rodzaju dźwięków, zarówno tych słyszalnych jak i nieprzejawionych, mistycznych. 
Hinduizm wskazuje na (śabda)brahmana poprzez korelację ze świętym dźwiękiem Om (ॐ).